# Lucie de Rügen
Lucie de Rügen (polonais : Łucja rugijska) († 1231), fille de Jaromar Ier de Rügen et d'Hildegarde de Danemark. Vers 1186, elle épouse Ladislas III de Pologne et devient ainsi duchesse de Pologne.

## Source de la traduction
- (en) Cet article est partiellement ou en totalité issu de l’article de Wikipédia en anglais intitulé « Lucia of Rügen » (voir la liste des auteurs).